# Sela nad Podmelcem
Sela nad Podmelcem je naselje v Občini Tolmin.